# Національний палац культури
Національний палац культури (болг. Националният дворец на културата, скорочено НДК; до 1990 року — Національний палац культури ім. Людмили Живкової) культурний центр у Софії для проведення конференцій, виставок і спеціальних заходів, найбільший конгрес-центр у південно-східній Європі.
2020 року, у зв'язку з пандемією коронавірусної хвороби, рада палацу оголосила про створення критої сцени на 1200 кв. м., що дозволить проводити заходи в нових вимогах.